# Alex Zanotelli
Padre Alessandro Zanotelli, noto più spesso come padre Alex Zanotelli (Livo, 26 agosto 1938), è un religioso, presbitero e missionario italiano, facente parte della comunità missionaria dei Comboniani.
È l'ispiratore e il fondatore di diversi movimenti italiani tesi a creare condizioni di pace e di giustizia solidale. Nel 1987 riceve il Premio Colombe d'Oro per la Pace.
Il 23 settembre 2013 gli viene conferita la laurea honoris causa in giurisprudenza presso il Dipartimento Jonico in "Sistemi giuridici ed economici del Mediterraneo: società, ambiente, culture» dell'Università degli Studi di Bari "Aldo Moro".
È direttore, sin dalle origini, della rivista nonviolenta Mosaico di Pace, fondata da don Tonino Bello.

## Biografia
Ho sessantacinque anni e spesso mi domando chi sono io. L'unica risposta che mi do è: ‘Io sono le persone che ho incontrato’. Sembra tutto un caso, ma poi scopri che nulla è a caso»
(dal libro “Korogocho” (2003))

### Studi e periodo statunitense
Entrò giovanissimo in seminario e venne mandato dai padri comboniani a completare gli studi di teologia a Cincinnati, negli Stati Uniti d'America. Nel 1964 viene ordinato sacerdote nell'ordine dei missionari comboniani del Cuore di Gesù.

### Sudan e i Nuba
Dal 1965 al 1973 lavorò come missionario nel Sudan meridionale, martoriato dalla guerra civile.
Le autorità civili gli si fecero ostili a causa delle sue forti prese di posizione a difesa delle fasce più povere della popolazione. Le sue prediche erano spesso veementi denunce di ingiustizie, della corruzione nel governo e dell'amministrazione che intascavano i fondi, sia locali sia internazionali, destinati allo sviluppo. Egli proponeva modelli economici basati su principi evangelici. Inoltre la sua solidarietà con il popolo Nuba, etnia ai margini nella società sudanese, era mal vista dal governo sudanese.
A causa della sua forte denuncia sociale, nel 1973 il governo locale gli negò il visto per rientrare nel paese.
Inoltre durante questo periodo trovò l'opposizione anche di parte della curia romana. Nel decreto Ad Gentes, i missionari venivano invitati ad un ulteriore sforzo di inculturazione, secondo cui l'odierna attività missionaria deve tendere a «l'incarnazione del Vangelo nelle culture autoctone e insieme l'introduzione di esse nella vita della Chiesa». Sebbene Padre Zanotelli avesse sempre goduto della fiducia e del supporto dei suoi diretti superiori, le sue celebrazioni che attingevano dagli usi e i costumi africani furono accusate di sincretismo.

### Periodo veronese e direzione di Nigrizia
I comboniani hanno presso la loro casa madre di Verona una casa editrice che pubblica due giornali di punta: Il Piccolo Missionario e Nigrizia.
Nel 1978 Padre Zanotelli assume la direzione di Nigrizia e contribuisce a trasformarlo da mensile di pura informazione religiosa ad un mensile di informazione sociopolitico sulla situazione africana. Egli mira infatti ad un rinnovamento della mentalità per risolvere alla radice i problemi del sud del mondo.
Nigrizia diviene un punto di riferimento importante per la diffusione di una cultura della mondialità e per i diritti dei popoli. Dalle pagine della rivista vengono critiche documentate e sistematiche:
- al commercio delle armi, denunciando gli interessi dell'Italia e dei paesi occidentali nelle guerre africane,
- ai modelli di collaborazione allo sviluppo, spesso gestite in modo affaristico e lottizzato,
- all'apartheid in Sudafrica.

Nel periodo 1985-1987 le sue denunce erano spesso rivolte ad esponenti politici di allora, da Andreotti a Spadolini, da Craxi a Piccoli. Tali attacchi furono causa di una serie di accuse nei suoi confronti, specialmente riguardanti il suo spiccato impegno politico che sarebbe andato - secondo la tesi dei vertici ecclesiastici - a discapito della missionarietà religiosa. Zanotelli lo definì «un periodo di grande sofferenza umana».
In questo periodo, ispira e fonda con altri il movimento Beati i costruttori di pace, un movimento che a sua volta mira a costruire la pace basandosi sulla giustizia.
Nel 1987 - su precise richieste delle autorità ecclesiastiche, dovute ad un suo presunto allontanamento dai principi religiosi cattolici - Alex Zanotelli lasciò la direzione di Nigrizia.
In seguito diventò direttore responsabile della rivista Mosaico di pace sin dalle prime pubblicazioni (settembre 1990) per espresso volere di don Tonino Bello, allora presidente di Pax Christi e vescovo di Molfetta.

### Korogocho ovvero l'inferno
Nel 1989 torna in missione in Kenya, a Korogocho, una delle baraccopoli che attorniano Nairobi. Nella lingua locale il nome Korogocho significa confusione, caos.
In questa difficile situazione di degrado umano, dovuto a vari fattori tra i quali AIDS, fame, prostituzione, droga, alcolismo, violenza, dette vita a piccole comunità cristiane, ma anche ad una cooperativa che si occupava del recupero di rifiuti e dava lavoro a numerosi abitanti. Istituì inoltre Udada, una comunità di ex prostitute che aiuta le donne che vogliono uscire dal giro e, allo stesso tempo, si batté per le riforme sulla distribuzione della terra, uno dei temi-chiave della politica keniota.
La sofferenza di questa popolazione lo spinse a formulare la frase «Forse Dio è malato»
che divenne il titolo del libro sull'Africa di Walter Veltroni il quale all'inizio del 2000 si recò in visita a Korogocho.
Padre Zanotelli rimase a Nairobi fino al 2001.

### Ritorno a Napoli

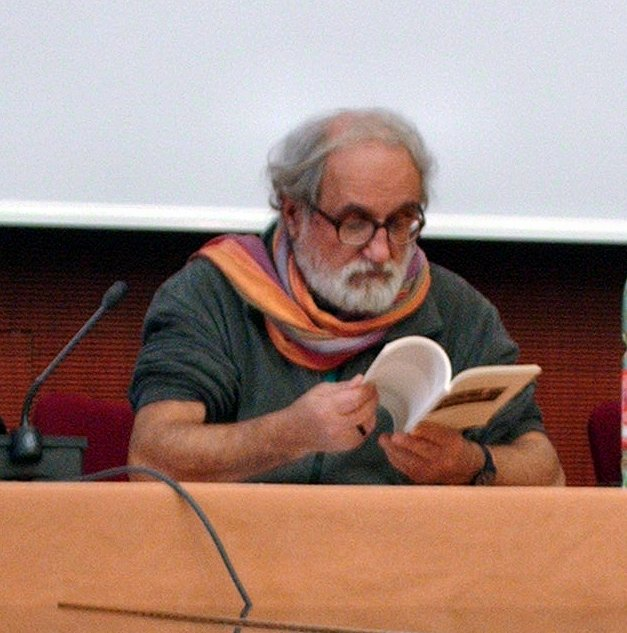
Alex Zanotelli partecipa ad un incontro durante Galassia Gutenberg

Oggi Padre Alex Zanotelli vive nel difficile rione Sanità di Napoli, in una piccola casa ricavata dal campanile della basilica di Santa Maria della Sanità. In un contesto diverso, come a Korogocho, ha un solo obiettivo di fondo: "Aiutare la gente a rialzarsi, a riacquistare fiducia". In tale contesto il religioso comboniano continua a seguire le vicende italiane e non, facendo sentire la sua voce critica. In occasione dell'approvazione della legge finanziaria del 2008 ha lanciato una vibrata protesta contro l'aumento delle spese militari intitolato "Finanziaria, armi, politica: che vergogna"!
Da anni si batte per evitare la privatizzazione dell'acqua, partecipando a conferenze, eventi e marce in tutta Italia. Nel novembre 2009 ha dichiarato in una lettera aperta al Corriere del Mezzogiorno:

### Rete Lilliput
Durante l'anno che trascorre in Italia, a cavallo degli anni '95-'96, mutuando forse dalla struttura di internet, Zanotelli lancia l'idea della Rete Lilliput. Lo fa durante una serie di incontri con alcune associazioni di ispirazione cattolica, come ad esempio il Gruppo Abele e la comunità romana di Capodarco. Fa sue ed elabora le riflessioni di Jeremy Brecher e Tim Costello contenute nel libro "Contro il capitale globale".
Dopo il suo ritorno in Italia, padre Alex diventa punto di riferimento del movimento no global e della Rete Lilliput partecipando in prima persona alla organizzazione e gestione del Social Forum europeo di Firenze (6-10 novembre 2002), che sancisce la scelta della linea di quelli che si sono battuti, dal G8 di Genova in poi, per eliminare la tentazione, da parte di minoranze del movimento no global, di scegliere la via violenta.
All'European Social Forum di Firenze fu chiaro con le frange estreme ed espresse il concetto di civiltà della tenerezza:

## Opere
- La morte promessa. Armi, droga e fame nel terzo mondo, a cura di Antonio Del Giudice, Publiprint, 1987
- Il coraggio dell'utopia, Publiprint, 1988
- I poveri non ci lasceranno dormire, Monti, 1996
- Leggere l'impero. Il potere tra l'Apocalisse e l'Esodo, La meridiana, 1996
- Sulle strade di Pasqua, EMI, 1998
- Inno alla vita, EMI, 1998
- Ti no ses mia nat par noi, CUM, 1998
- La solidarietà di Dio, EMI, 2000
- L'era Wojtyla. Dialogo su questo papato, La meridiana, 2000 (con Tomás Balduíno)
- R...esistenza e dialogo, EMI, 2001
- Non ci sto!, Piero Manni, 2003 (con Pietro Ingrao)
- Fa' strada ai poveri senza farti strada. Don Milani, il Vangelo e la povertà nel mondo d'oggi, EMI, 2003 (con Mario Lancisi)
- Nel cuore del sistema: quale missione?, EMI, 2003
- Korogocho, Feltrinelli, 2003
- W Nairobi W. Ediz. italiana e inglese, EMI, 2004 (con Daniele Moschetti)
- Korogocho. Alla scuola delle baracche, EMI, 2005
- Da Korogocho con passione. Lettere dai sotterranei della vita e della storia, EMI, 2006
- Voci dei poveri, voce di Dio. La Bibbia letta con gli occhi degli impoveriti, delle donne e dei senza armi, EMI, 2007
- Paolo. Sulle strade dell'impero proclamando il dio della vita, EMI, 2008
- Europa dei mercati o dei popoli? Il ruolo dei missionari, EMI, 2008
- I poveri non ci lasceranno dormire. Da Korogocho al Rione Sanità, Editrice Monti, 2011
- Il Gran Sogno di Dio. Introduzione di Arturo Paoli, Dissensi Edizioni, 2013
- Prima che gridino le pietre a cura di Valentina Furlanetto, Chiarelettere, 2018
- Lettera alla tribù bianca, Milano, Feltrinelli, 2022